# Marsupidium
Marsupidium là một chi rêu trong họ Acrobolbaceae.